# Liudmila Liádova
Liudmila  Alekséyevna Liádova (Ekaterimburgo, 29 de marzo de 1925-Moscú, 10 de marzo de 2021) fue una compositora rusa que vivió y trabajó en Moscú.

## Biografía
Liádova nació en Sverdlovsk (actual Ekaterimburgo) en una familia de músicos profesionales. Su padre era Alekséi Ivánovich Liádov, tenor solista y violinista del Teatro de la Ópera de Ekaterimburgo, y su madre era Yulia Petrovna Liádova (1902-1980), que cantaba con la Filarmónica de Ekaterimburgo. Liudmila  recibió clases particulares de piano cuando era niña, estudiando con Vanda Bernhard-Trzaska. A los 10 años ingresó en el Conservatorio de Ekaterimburgo donde estudió con Bertha Marants y Víktor Trambitski. A los 14 años debutó con la Filarmónica de Ekaterimburgo dirigida por Mark Paverman.
Estuvo casada con el saxofonista Aleksandr Fiódorovich.

## Trayectoria
Durante la Segunda Guerra Mundial, Liádova y su madre participaron activamente en brigadas de conciertos para entretener a las tropas, donde Liudmila  tocaba y cantaba canciones populares. En noviembre de 1943, ya había escrito una miniatura infantil sobre poemas de Agnia Bartó y Petrovski y otras obras, incluida una sonata para piano. Actuó en Moscú en una muestra para jóvenes talentos, y dos años más tarde ganó un premio de interpretación en Moscú por un dueto con Nina Panteléyeva. El dúo pasó de gira con éxito y participó en espectáculos de variedades y teatro de verano.
En febrero de 1951 Liádova fue admitida en la Unión de Compositores Soviéticos, y poco después el dúo se separó ya que ella dedicó más tiempo a la composición. Colaboró con el poeta Guergui Hodosov en la producción de un centenar de canciones, y también trabajó con los poetas Serguéi Mijalkov, Yevgueni Yevtushenko, Nikolái Dorizo, Lucía Zubkova, Borís Brianski, Vladímir Petrov, Tamara Ponomariova y otros.

## Muerte
Lyadova ingresó en el hospital en junio de 2020 con coronavirus y daño pulmonar severo, durante la pandemia de COVID-19 en Rusia. Falleció por complicaciones de la enfermedad el 10 de marzo de 2021, diecinueve días antes de cumplir 96 años.

## Premios y honores
- Artista popular de la URSS (1985) y la RSFSR.
- Artista honorario de Rusia (1975).[4]
- Premio Estatal de la Unión Soviética.
- Premio del Estado ruso que lleva el nombre de Alexander Vasilyevich Alexandrov.
- Premio Lenin Komsomol.
- Orden al Mérito por la Patria de 3a clase.
- Orden al Mérito por la Patria  de 4ª clase.[5]
- Orden de Honor.[6]
- Orden de la Amistad.[7]
- Medalla de la Distinción Laboral.
- Medalla por el desarrollo de las tierras vírgenes.
- Ciudadano honorario del Óblast de Sverdlovsk (2015).[8]

## Obras
Liádova destacó por las operetas y el teatro para niños. Las obras seleccionadas incluyen:
- Podem (1980)
- Dos colores del tiempo (1986)
- Bajo una máscara negra (1960)
- Atamansha (1972)
- En un nivel peligroso (1976)
- Quien es tu novia (1978)
- La novia del minero (1983)
- Soul Soldier (libreto de Eugene Shatunovsky, 1962),
- El cuento de Eremu, Daniel y las fuerzas del mal (1977)
- Una condesa de San Francisco (Ópera académica de Izhevsk, 1993)
- The Great Battle (letra de Vladimir Petrov, 1967)
- Concierto de vals para piano, (1950)
- Carrusel para piano, (1960)
- Concierto Polka para piano, (1965)
- Concierto para piano y orquesta en la menor, (1965)
- Intermezzo, Rhapsody, para instrumentos folclóricos rusos
- Kolkhoznaya Polka, (1950)
- Rapsodia de los Urales, (1951)
- Suite Volga, (1952)
- La fiesta del Volga para orquesta, (1957)
- Vacaciones en el estadio para orquesta, (1958)
- Recuerdo ruso para orquesta, (1961)
- Cocos para orquesta, (1963)
- Elegía para violín y piano, (1961)
- Chica ciega para violín, (1962)
- Fantasía para acordeón, (1962)
- Negro Doll, ballet
- Danza española, ballet

Su música se ha utilizado en películas, entre ellas:
- Es imposible sin él (1971)
- La jirafa y las gafas (1978)[10]

Lyadova también ha publicado una colección de canciones infantiles titulada Pochemuchka .